# Gaston de Foix-Nemours
Pour les articles homonymes, voir Gaston de Foix.

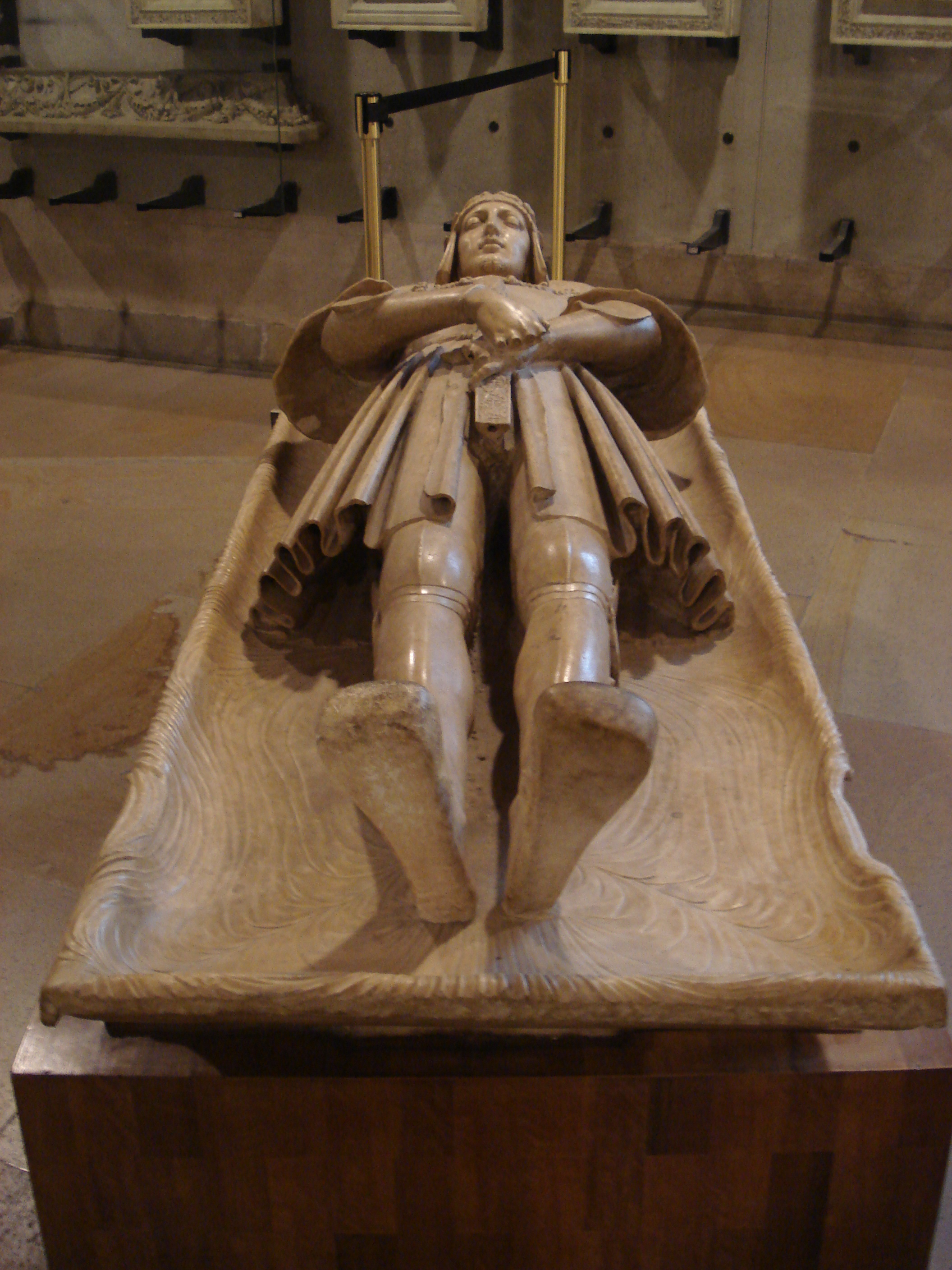
Son gisant au musée du château des Sforza de Milan.

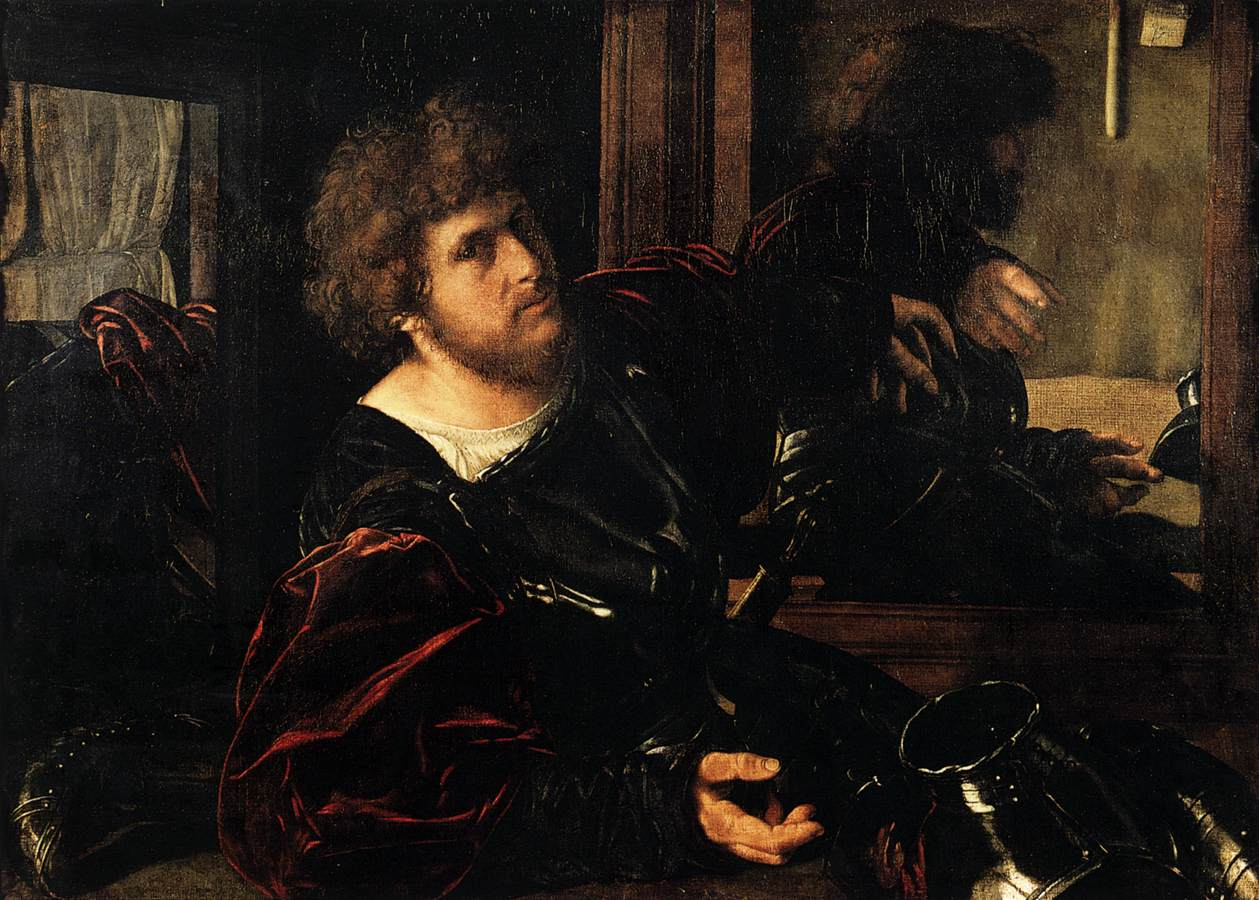
Ce portrait par Giovanni Gerolamo Savoldo serait le sien.

Gaston de Foix, né le 10 décembre 1489 à Mazères et mort le 11 avril 1512 à Ravenne, est duc de Nemours, comte d'Étampes et vicomte de Narbonne. Il est général des armées de son oncle le roi Louis XII dans son armée en Italie.

## Biographie
Après avoir été gouverneur du Dauphiné (1503-1512), charge où il succède à son père, il reçut le commandement de l’armée royale en Italie, et mérita par ses hauts faits d’être surnommé le Foudre d’Italie : il débloqua Bologne, prit Brescia, gagna sur l’armée hispano-italienne la bataille de Ravenne.
Gaston de Foix est qualifié de « grand homme de guerre » à seulement 22 ans. Il est le neveu de Louis XII, qui lui confie la défense du Milanais en 1511 à une période où Jules II menaçait le royaume avec les Espagnols et les Vénitiens. Sa carrière militaire dura trois mois, mais il fit preuve en si peu de temps d’un « incomparable talent de manœuvrier », en avance sur les plus grands stratèges, Turenne et Napoléon. À cette période les armées se déplaçaient avec une lenteur extrême, Charles VIII mettait cinq mois pour se rendre sans combat des Alpes à la frontière de Naples et François Ier un mois pour faire les 220 kilomètres de l’Argentière à Marignan, Gaston, lui, stupéfia ses adversaires avec la rapidité de ses marches et une certaine audace de l’offensive. On rapporte que seul en face de trois adversaires, il sut faire front partout. Au mois de février 1512, en seulement 14 jours il ordonna à ses troupes de marcher plus de 200 kilomètres par temps de neige, sur chemins défoncés, et remporta 3 victoires : celle du 5, quand il délivra Bologne qu'assiégeait jusqu’alors le pape ; le 16, il battait les Vénitiens au nord de Mantoue ; le 19, il enlevait Brescia d’assaut. Il meurt 2 mois plus tard, le 11 avril, devant Ravenne au moment où son triomphe est à son apogée — à la fin d’une bataille furieuse.

« … Jamais gens », dit un témoin, « ne firent plus de défense que les Espagnols qui, n’ayant plus ni bras ni jambe entière, mordaient leurs ennemis ». 16 000 hommes étaient tués. Gaston avait reçu 18 blessures : « depuis le menton jusqu’au front en avait 14 ou 15 », dit un chroniqueur, « et par là montrait bien le gentil prince qu’il n’avait pas tourné le dos. »

— Albert Malet, Histoire de France et notions sommaires d’histoire générale, Librairie Hachette.

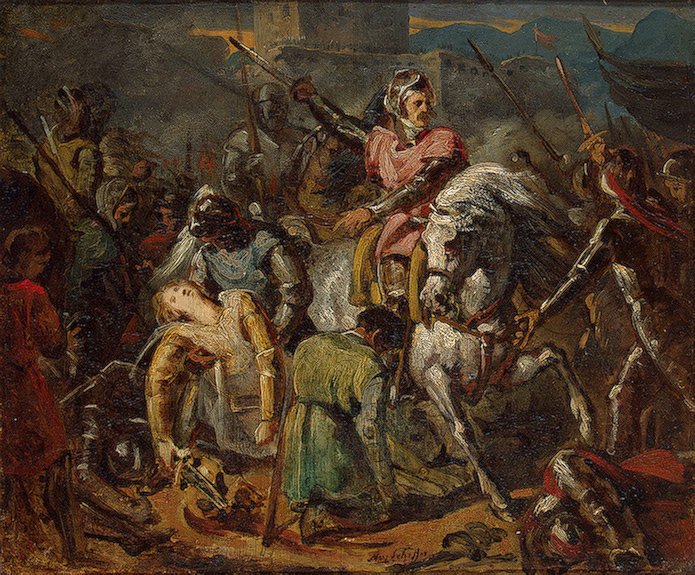
Représentation de la Bataille de Ravenne (1512).

## Sépulture
Après la bataille, son corps fut placé dans le dôme de Milan, entouré d'un trophée d'armes et drapeaux, mais les Français ayant quitté Milan, le Cardinal de Sion fit déplacer la dépouille dans l'église de Sainte-Marthe (démolie en 1875). En 1515, après la reprise de la ville, le roi François Ier commanda un mausolée au sculpteur italien Agostino Busti, et toutes les parties furent achevées en 1522. C'est alors que le gouvernement passa à François II Sforza, aussi la construction fut abandonnée. Aujourd'hui sa statue et des fragments de bas-reliefs se trouvent au musée du château des Sforza.